# Серра-Сан-Бруно
Серра-Сан-Бруно (італ. Serra San Bruno, сиц. Serra San Brunu) — муніципалітет в Італії, у регіоні Калабрія, провінція Вібо-Валентія.
Серра-Сан-Бруно розташована на відстані близько 500 км на південний схід від Рима, 45 км на південний захід від Катандзаро, 24 км на південний схід від Вібо-Валентії.
Населення — 6773 особи (2014).

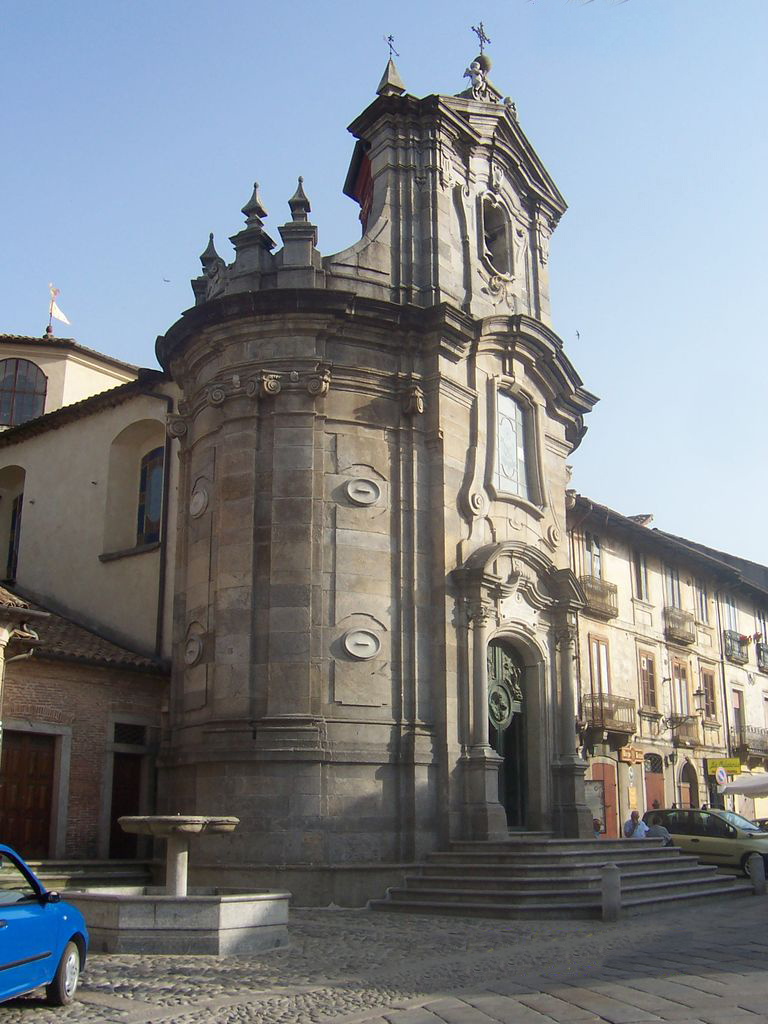

Щорічний фестиваль відбувається 3 лютого. Покровитель — святий Власій.

## Демографія
Населення за роками:

Станом на 1 січня 2023 року в муніципалітеті офіційно проживали 104 іноземці з 25 країн, серед них 56 громадян країн Євросоюзу та 12 громадян України.

## Сусідні муніципалітети
- Арена
- Джерокарне
- Монджана
- Спадола
- Броньятуро
- Сімбаріо
- Стіло